# ファイフィリ・レヴァヴェ
ファイフィリ・レヴァヴェ（Faifili Levave、1986年1月15日 - ）は、サモアのラグビーユニオン選手。

## プロフィール
- ニュージーランド・ウェリントン出身[1]。
- ポジションはフランカー(FL)。
- 身長 192cm、体重 111kg
- U21ニュージーランド代表に選ばれたことがある[2]。
- ワールドカップセブンズ2009のサモア代表に選ばれたことがある[3]
- サモア代表キャップは19（2025年4月現在）でワールドカップ2015のサモア代表に選ばれた[4]。

## 略歴
ウェリントン、ワイカト、チーフス、ウェリントン、ハリケーンズを経て、2012年、Honda HEAT(現・三重ホンダヒート)に加入。同年10月21日に行われたトップウェストAリーグ第2節の豊田自動織機シャトルズ戦に途中出場で日本での公式戦初出場を果たす。
2014年、トヨタ自動車ヴェルブリッツ(現・トヨタヴェルブリッツ)に加入。
2016年、三菱重工相模原ダイナボアーズに加入。
2018年、三菱重工相模原ダイナボアーズ退団後、ラ・ロシェル、ASMクレルモン・オーヴェルニュを経て、2021年、イーストコーストに加入。